# ديفيد غريفين (منافس ألعاب قوى)
ديفيد غريفين هو منافس ألعاب قوى كندي، ولد في 13 مايو 1905، وتوفي في 18 فبراير 1944.

## وصلات خارجية
- ديفيد غريفين على موقع أوليمبيديا (الإنجليزية)